# Куксин, Александр Николаевич
Александр Николаевич Куксин (род. 10 марта 1976) — учёный-биолог, зоолог, специалист по крупным хищным млекопитающим, один из авторов Красной книги Республики Тыва, эксперт Всемирного Фонда Дикой природы (WWF), руководитель тувинского отделения WWF, участник «Программы мониторинга снежного барса в Российской Федерации» в Туве, координатор Алтае-Саянского проекта Всемирного фонда дикой природы (WWF) в РФ по подсчёту численности снежного барса в Туве, автор первой в России (пятой в мире) диссертации по ирбисам, инициатор привлечения скотоводов Тувы к сохранению ирбиса; основатель программы страхования домашнего скота от нападения снежного барса в Туве, кандидат биологических наук, фотохудожник, заместитель директора по научной работе заповедника «Убсунурская котловина», учредитель Общественной экологической организации «Арт».

## Деятельность

### Трудовая деятельность
С 1998 по 2004 гг. — младший научный сотрудник лаборатории геоэкологии ТувИКОПР СО РАН.
С 2004 по 2007 гг. — главный специалист-эксперт отдела экологической экспертизы Управлении Росприроднадзора по Республике Тыва (с классным чином референт государственной гражданской службы РФ 1 класса).
С 2004 по 2007 гг. — методист в Республиканском центре детского и юношеского туризма, таксидермист в Национальном музее Республики Тыва (по совм.).
С 2007 года — заместитель директора по научной работе ФГБУ «Государственный природный биосферный заповедник „Убсунурская котловина“».

### Деятельность по проекту «Красная книга Республики Тыва»
1. Получены сведения об изменении численности манула в Республике Тыва в результате проведения полевых исследований в период 2000—2011 гг., представлены новые находки манула в заповеднике «Убсунурская котловина» (2011—2015 гг.), указаны основные лимитирующие факторы и даны рекомендации по включению вида в новое издание Красной книги Республики Тыва[20].
2. На основе полевых исследований получены данные по численности, распространению, экологии снежного барса в Туве. Даны рекомендации по включению вида в новом издании Красной книги Тувы[21].
3. На основании полевых исследований авторов представлены предложения по редким видам рептилий, нуждающихся во внесении в планируемое новое издание Красной книги Тувы. К таковым отнесли 2 вида: E. przewalskii, N. Natrix[22]
4. Рассмотрена роль высокогорного участка «Монгун-Тайга» в сохранении редких и флаговых видов животных. Дана оценка современного состояния охраны участка и его репрезентативности[23].
5. Изучено современное распространение и численность ирбиса на территории Республики Алтай и их отражение в Красной книге[24].
6. Проведён мониторинг современного состояния животного мира природного заказника «Ээрбекский», составлен предварительный список фауны позвоночных, который включает 130 видов. Среди них 5 видов относится к занесённым в Красную книгу Республики Тыва[25].

### Деятельность по Программе «Сохранение снежного барса в России»
1. Впервые для Саяно-Алтайском регионе проведено долгосрочное комплексное изучение экологии ирбиса в пределах горных хребтов Республики Тыва с применением традиционных (маршрутные учёты, опросные данные) и современных (фотоловушки, молекулярно-генетический анализ, спутниковое слежение за отдельными особями) методов исследования[26].
2. Определены типы предпочитаемых местообитаний вида, площадь ядер основных группировок, степень их изоляции и миграции в границах ареала в Туве и прилегающих территориях.
3. Выявлены особенности половозрастной структуры, численности и плотности населения ирбиса на разных горных хребтах и в различных типах местообитаний.
4. Изучена динамика суточной активности ирбиса.
5. Выявлен основной спектр объектов питания в зимний период для хребтов Цаган-Шибэту и Шапшальский, определена их доля и встречаемость в структуре питания.
6. Впервые получены сравнительные данные по характеру размножения ирбиса в природе и в неволе.
7. Определены основные типы и особенности биотического, абиотического и антропогенного воздействия на группировки этого вида, оценена степень их влияния.
8. Апробированы современные методы изучения и сохранения вида в исследуемом регионе.
9. Рассмотрены возможные направления действий по сохранению снежного барса и его местообитаний в России, в долгосрочной перспективе, в условиях роста антропогенного воздействия на высокогорные экосистемы и изменения климата. Проведены многолетние исследования в рамках проекта Всемирного фонда дикой природы (WWF) «Обеспечение долгосрочного сохранения биоразнообразия в Алтае-Саянском экорегионе» (1998—2011 гг.) и проекта Программы развития ООН (ПРООН), финансируемого Глобальным экологическим фондом (ГЭФ) «Сохранение биоразнообразия в российской части Алтае-Саянского экорегиона» (2005—2010 гг.)[27]
10. Разработана программа деятельности регионального общественного фонда «Фонд изучения, сохранения снежного барса и редкихвидов горной фауны»[28].

## Награды
1. Почётная грамота Министерства культуры Республики Тыва;
2. Почётная грамота Министерства природных ресурсов и экологии Российской Федерации;
3. Почётная грамота Министерства природных ресурсов и экологии Республики Тыва.

## Научные труды
1. МАРКИРОВОЧНАЯ АКТИВНОСТЬ ИРБИСА НА ХРЕБТЕ ЦАГАН-ШИБЕТУ В ЮГО-ЗАПАДНОЙ ТЫВЕ Поярков А. Д., Куксин А. Н., Карнаухов А. С., Кораблев М. П., Александров Д. Ю., Чистополова М. Д., Эрнандес-Бланко Х. А., Рожнов В. В. В книге: Териофауна России и сопредельных территорий материалы Международного совещания (IX Съезд териологического общества при РАН). 2011. С. 382—383.
2. NONINVASIVE MOLECULAR GENETIC ANALYSIS IN STUDYING THE ECOLOGY OF THE SNOW LEOPARD: PROBLEMS AND PROSPECTS. Rozhnov V.V., Zvychainaya E.Y., Poyarkov A.D., Kuksin A.N. Russian Journal of Ecology. 2011. Т. 42. № 6. С. 439—444.
3. НЕИНВАЗИВНЫЙ МОЛЕКУЛЯРНО-ГЕНЕТИЧЕСКИЙ АНАЛИЗ В ИССЛЕДОВАНИЯХ ЭКОЛОГИИ ИРБИСА: ПРОБЛЕМЫ И ПЕРСПЕКТИВЫ. Рожнов В. В., Звычайная Е. Ю., Куксин А. Н., Поярков А. Д. Экология. 2011. № 6. С. 403.
4. SNOW LEOPARD CONSERVATION IN RUSSIA Paltsyn M.Y., Spitsyn S.V., Kuksin A.N., Istomov S.V. Data for Conservation Strategy for Snow Leopard in Russia 2012—2022 / Krasnoyarsk, 2012.
5. СОХРАНЕНИЕ СНЕЖНОГО БАРСА В РОССИИ Пальцын М. Ю., Спицын С. В., Куксин А. Н., Истомов С. В. Материалы для подготовки Стратегии сохранения снежного барса в России / Красноярск, 2012.
6. ДИНАМИКА КРУПНЫХ МЛЕКОПИТАЮЩИХ КЛАСТЕРА «АРЫСКАННЫГ» ЗАПОВЕДНИКА «УБСУНУРСКАЯ КОТЛОВИНА» Горева Н. А., Куксин А. Н. В сборнике: БИОРАЗНООБРАЗИЕ: ГЛОБАЛЬНЫЕ И РЕГИОНАЛЬНЫЕ ПРОЦЕССЫ Материалы Всероссийской конференции молодых ученых. 2013. С. 119—120.
7. МОНИТОРИНГ СОВРЕМЕННОГО СОСТОЯНИЯ ЖИВОТНОГО МИРА ПРИРОДНОГО ЗАКАЗНИКА «ЭЭРБЕКСКИЙ» Куксина Д. К.О., Куксин А. Н., Саая А. Т. О. Вестник Тувинского государственного университета. № 2 Естественные и сельскохозяйственные науки.. 2013. № 2 (17). С. 21-32.
8. ПРЕДВАРИТЕЛЬНЫЕ РЕЗУЛЬТАТЫ УСПЕШНОСТИ ПРОЕКТА ПО ПРИВЛЕЧЕНИЮ ДНЕВНЫХ ХИЩНЫХ ПТИЦ ДЛЯ РАЗМНОЖЕНИЯ НА ИСКУССТВЕННЫЕ ГНЕЗДОВЬЯ В СТЕПНЫХ БИОТОПАХ ЮЖНОЙ ТУВЫ, РОССИЯ Донгак Н. Н., Куксин А. Н. Пернатые хищники и их охрана. 2014. № 28. С. 24-28.
9. ВСТРЕЧА СИНЕЙ ПТИЦЫ MYOPHONUS CAERULEUS В МОНГОЛИИ НА ГРАНИЦЕ С ТУВОЙ Куксин А. Н. Русский орнитологический журнал. 2014. Т. 23. № 1078. С. 3834-3835.
10. Куксин А. Н. Отчет по гранту WWF11/9Z1428 / Сохранение ключевых группировок снежного барса на хребтах Цаган-Шибету и Чихачева, Республика Тыва. Архив Всемирного фонда дикой природы (WWF). 2012.
11. Куксин А. Н. Отчет по проекту WWF371/9Z1428(FY13-15) / Архив Всемирного фонда дикой природы (WWF). 2014. Кужлеков А. О. Отчет о полевых работах на хребте Сайлюгем в ноябре — декабре 2014 г.
12. СТРАТЕГИЯ СОХРАНЕНИЯ СНЕЖНОГО БАРСА В РОССИЙСКОЙ ФЕДЕРАЦИИ Истомов С. В., Куксин А. Н., Пальцын М. Ю., Поярков А. Д., Рожнов В. В., Спицын С. В., Хмелева Е. Н. утверждена Распоряжением Министерства природных ресурсов и экологии Российской Федерации от18.08.2014 № 23-р / Министерство природных ресурсов и экологии Российской Федерации. Москва, 2015.
13. СОВРЕМЕННОЕ РАСПРОСТРАНЕНИЕ И ЧИСЛЕННОСТЬ ИРБИСА (PANTHERA UNCIA SHREBER, 1775) НА ТЕРРИТОРИИ РЕСПУБЛИКИ АЛТАЙ Спицын С. В., Куксин А. Н., Кужлеков А. О. В сборнике: Исчезающие, редкие и слабо изученные виды животных и их отражение в Красной книге Республики Алтай прошлых и будущего изданий (критика и предложения) Материалы российского научного мероприятия, конференции по подготовке третьего издания Красной книги Республики Алтай (животные). Горно-Алтайский государственный университет. 2015. С. 196—205.
14. ПРОГРАММА ДЕЯТЕЛЬНОСТИ РЕГИОНАЛЬНОГО ОБЩЕСТВЕННОГО ФОНДА «ФОНД ИЗУЧЕНИЯ, СОХРАНЕНИЯ СНЕЖНОГО БАРСА (ИРБИСА) И РЕДКИХ ВИДОВ ГОРНОЙ ФАУНЫ», Г. ИРКУТСК Медведев Д. Г., Моложников В. Н., Бехтерев Д. Ю., Бекшаев А. Б., Божко К. А., Будаев Н. Ш., Данилов Ф. А., Захаров Ю. Ю., Клавдеев С. В., Кужлеков А. О., Куксин А. Н., Логутов А. В., Музыка С. М., Синицын И. И., Сомов С. А., Спицын С. В., Халтанова М. М., Цыреннжапов Ч. Ж., Цяцька А. Н. В сборнике: КЛИМАТ, ЭКОЛОГИЯ, СЕЛЬСКОЕ ХОЗЯЙСТВО ЕВРАЗИИ Материалы IV международной научно-практической конференции, посвященной 70-летию Победы в Великой Отечественной войне (1941—1945 гг.) и 100-летию со дня рождения А. А. Ежевского. 2015. С. 284—288.
15. СОВРЕМЕННОЕ РАСПРОСТРАНЕНИЕ И СОСТОЯНИЕ ЧИСЛЕННОСТИ ГРУППИРОВОК ИРБИСА (PANTHERAUNCIA SHREBER, 1775) НА ТЕРРИТОРИИ ТУВЫ Куксин А. Н., Спицын С. В., Медведев Д. Г. Вестник КрасГАУ. 2015. № 10 (109). С. 28-33.
16. УЧАСТОК «МОНГУН-ТАЙГА» ЗАПОВЕДНИКА «УБСУНУРСКАЯ КОТЛОВИНА» И ЕГО РОЛЬ В СОХРАНЕНИИ РЕДКИХ ВИДОВ ЮГО-ЗАПАДНОЙ ТУВЫ Куксин А. Н., Путинцев Н. И., Горева Н. А., Самдан А. М., Донгак Н. Н. Труды Тигирекского заповедника. 2015. № 7. С. 133—135.
17. О НЕОБХОДИМОСТИ СОЗДАНИЯ ООПТ «ХРЕБЕТ КРЫЖИНА» (ВОСТОЧНЫЙ САЯН, КРАСНОЯРСКИЙ КРАЙ) ДЛЯ СОХРАНЕНИЯ КОМПЛЕКСА РЕДКИХ И ИСЧЕЗАЮЩИХ ВИДОВ ГОРНОЙ ФАУНЫ Медведев Д. Г., Бехтерев Д. Ю., Бекшаев А. Б., Данилов Ф. А., Куксин А. Н., Логутов А. В., Халтанова М. М., Цыренжапов Ч. Ж., Синицын И. И., Кужлеков А. О., Цяцька А. Н. В сборнике: Климат, экология, сельское хозяйство Евразии Материалы V международной научно-практической конференции. 2016. С. 246—252.
18. NORTHERN RANGE: RUSSIA Paltsyn M., Gibbs J.P., Poyarkov A., Karnaukhov A., Malykh S., Korablev M., Zvychainaya E., Rozhnov V., Spitsyn S., Kuksin A., Istomov S., Jackson R.M., Castner J., Kozlova S. В книге: Snow Leopards: Biodiversity of the World: Conservation from Genes to Landscapes 2016. С. 501—511.
19. ОБОСНОВАНИЕ ДЛЯ ВКЛЮЧЕНИЯ СНЕЖНОГО БАРСА (PANTHERA UNCIA SHR., 1775) В НОВОЕ ИЗДАНИЕ КРАСНОЙ КНИГИ ТУВЫ НА ОСНОВЕ ИЗУЧЕННОСТИ В ПЕРИОД С НАЧАЛА XXI ВЕКА ДО НАСТОЯЩЕГО ПЕРИОДА. Куксин А. Н. В сборнике: СОВРЕМЕННОЕ СОСТОЯНИЕ РЕДКИХ ВИДОВ РАСТЕНИЙ И ЖИВОТНЫХ РЕСПУБЛИКИ ТЫВА материалы Всероссийской научно-практической конференции. ФГБОУ ВО «Тувинский государственный университет». 2016. С. 68-76.
20. СОВРЕМЕННОЕ СОСТОЯНИЕ МАНУЛА (OTOCOLOBUSMANULPALLAS, 1776) В ТУВЕ Куксин А. Н., Горева Н. А., Барашкова А. Н. В сборнике: СОВРЕМЕННОЕ СОСТОЯНИЕ РЕДКИХ ВИДОВ РАСТЕНИЙ И ЖИВОТНЫХ РЕСПУБЛИКИ ТЫВА материалы Всероссийской научно-практической конференции. ФГБОУ ВО «Тувинский государственный университет». 2016. С. 76-82.
21. РЕКОМЕНДАЦИИ ПО СПИСКУ ПРЕДСТАВИТЕЛЕЙ КЛАССА «РЕПТИЛИИ» ДЛЯ ВКЛЮЧЕНИЯ В ПЛАНИРУЕМОЕ ИЗДАНИЕ КРАСНОЙ КНИГИ ТУВЫ Куксин А. Н., Куксина Д. К.О. В сборнике: СОВРЕМЕННОЕ СОСТОЯНИЕ РЕДКИХ ВИДОВ РАСТЕНИЙ И ЖИВОТНЫХ РЕСПУБЛИКИ ТЫВА материалы Всероссийской научно-практической конференции. ФГБОУ ВО «Тувинский государственный университет». 2016. С. 82-85.
22. ЗНАЧЕНИЕ КЛАСТЕРНОГО УЧАСТКА «ШУЙ» ПРИРОДНОГО ПАРКА «ТЫВА» ДЛЯ СОХРАНЕНИЯ СНЕЖНОГО БАРСА (PANTHERA UNCIA IRBIS SCHREBER, 1776) В РОССИЙСКОЙ ЧАСТИ КОНТИНЕНТАЛЬНОГО АРЕАЛА Куксин А. Н. В сборнике: Природные парки России: итоги деятельности и перспективы развития Материалы научно-практической конференции. Министерство природных ресурсов и экологии Красноярского края, Дирекция природного парка Ергаки. 2017. С. 65-68.
23. РАЗМНОЖЕНИЕ СНЕЖНОГО БАРСА (PANTHERA UNCIA SCHREBER, 1775) В УСЛОВИЯХ ТУВЫ Куксин А. Н. Вестник КрасГАУ. 2017. № 4 (127). С. 187—193.